# كوداك بلاك
بيل كاهان كابري (اسمه عند الولادة ديوسون أوكتاف، 11 يونيو 1997)، المعروف باسمه الفني كوداك بلاك (بالإنجليزية: Kodak Black)، هو مغني راب أمريكي. حصل على تقدير أولي من خلال أغنيته المنفردة «نو فلوكِن» التي صدرت في عام 2014. وصل ألبومه الأول بينتينغ بيكتشرز (2017) إلى المركز الثالث على قائمة بيلبورد 200 الأمريكية، حيث شمل الألبوم أغنية «تانِل فيجين» التي حققت المركز السادس في ترتيب بيلبورد هوت 100. حقق ألبوم كوداك بلاك الثاني داينغ تو لِف (2018) ذروته في المرتبة الأولى على بيلبورد 20 وكان مدعومًا بأغنية «زيزي» (التي تضم ترافيس سكوت وأوفست) والتي بلغت ذروتها في المرتبة الثانية على بيلبورد هوت 100.

## حياة سابقة
وُلد كوداك بلاك باسم ديوسون أوكتاف في 11 يونيو 1997 في بومبانو بيتش، فلوريدا، وهو ابن مهاجرة من هايتي، مارسيلين أوكتاف. في وقت لاحق غير اسمه إلى بيل ك. كابري. قامت والدته بتربيته في غولدين ايكرز، وهو مشروع إسكان عام في شاطئ بومبانو.
بدأ كوداك بلاك موسيقى الراب في المدرسة الابتدائية وبدأ في الذهاب إلى منزل محلي بعد المدرسة لتسجيل الموسيقى. أمضى شبابه في قراءة المرادفات والقواميس لتعزيز مفرداته. شارك كوداك بلاك كثيرًا في المشاجرات والكسر والدخول مع أصدقائه. تم طرده من المدرسة في الصف الخامس بسبب الشجار واعتقل لسرقة سيارة وهو في المدرسة الإبتدائية. وعن نشأته، قال إنه أُعطي خيارين: «بيع المخدرات بمسدس على وركه أو موسيقى الراب».
منذ سن السادسة، استخدم كوداك بلاك لقب «بلاك». كما استخدم لقب «ليل بلاك». عندما انضم إلى إنستغرام اختار اسم المستخدم «كوداك بلاك» (Kodak Black)، «... لأنك تعرف كوداك، هذه الصور وكل ذلك.» أصبح هذا لاحقًا اسمه الفني عندما بدأ في موسيقى الراب واسمًا يفضله معجبيه.

## حياة شخصية
في عام 2014، صرح كوداك بلاك أنه كان يعمل من أجل الحصول على دبلوم المدرسة الثانوية في مدرسة بلانش إيلي الثانوية في بومبانو بيتش.
أثناء سجنه، بدأ كوداك بلاك في التعرف على أنه إسرائيلي عبراني بعد أن درس الكاهن الذي يدير وزارة السجن الكتاب المقدس معه. قدم لاحقًا لتغيير اسمه إلى بيل كاهان بلانكو، حيث يُفترض أن كاهان هو تهجئة بديلة لكوهين، وهو مصطلح يستخدم في اليهودية للإشارة إلى الكهنة الذين ينحدرون من النبي هارون شقيق موسى. في 2 مايو 2018، غير اسمه قانونيًا من «دويسون أوكتيف» إلى «بيل ك. كابري».
في يونيو 2018، حصل كوداك بلاك على تطوير التعليم العام أثناء وجوده في السجن.
في 6 فبراير 2021، عاد كوداك إلى وسائل التواصل الاجتماعي بتصفيفة شعر جديدة وشكل أنحف. في نفس اليوم، نشر مقطع فيديو على تويتر حيث قال هو ومحاميه برادفورد كوهين إنهما أبلغا مكتب التحقيقات الفيدرالي في ميامي أن كوداك سيغطي تكاليف التعليم لطفلي وكيلة مكتب التحقيقات الفيدرالي الراحلة لورا شوارتزنبرغر وطفل عميل مكتب التحقيقات الفيدرالي الراحل دانيال. ألفين، وكلاهما توفيا أثناء الخدمة.

### إحسان
في 1 أكتوبر، تبرع كوداك بلاك بمبلغ 10,000 دولار لمركز جاك آند جيل (Jack and Jill) للأطفال، وهو مزود لتعليم الأطفال المبكر. في نوفمبر 2018، أعلن كوداك بلاك أنه كان يبني مدرسة في هايتي.
في 20 ديسمبر 2018، تبرعت كوداك بلاك بأموال كافية إلى بارادايس تشايلد كير (Paradise Childcare) في مقاطعة بروارد بولاية فلوريدا، لتقديم هدايا لـ 150 طفلاً في المنطقة. بالإضافة إلى ذلك، تبرع أيضًا بمبلغ 5000 دولار لحفل يوم الميلاد السنوي للمنظمة.
في أواخر عام 2018، تبرع بمبلغ 2500 دولار أمريكي لضابط شرطة ساوث كارولينا تيرينس كارواي، الذي قُتل في تبادل لإطلاق النار أثناء الخدمة. في 3 مايو 2019، تبرعت كوداك بلاك بمبلغ 12,500 دولار لفتاة تدعى بيج كوك، وكان هدف الفتاة هو إعطاء أقلام الرصاص ودفاتر الملاحظات لجميع الطلاب البالغ عددهم 7600 في منطقة مدرسة كليبورن المستقلة في تكساس، وهي منطقة منخفضة الدخل. في عام 2018، جمعت بيج أموالًا كافية لشراء أكثر من 40,000 قلم رصاص.
في أعقاب حادث إطلاق النار في كولورادو في 2019، تواصل محامي كوداك بلاك مع عائلة كندريك راي كاستيلو، الذي قُتل بالرصاص بعد أن أطلق النار على المهاجم، في 11 مايو، وعرض دفع تكاليف جنازة كاستيلو، وخصص سنويًا منحة دراسية بقيمة 10,000 دولار أمريكي لأي طالب يرغب في الالتحاق بالكلية للعلوم أو الهندسة. وذكر محاميه أن الأسرة لم ترد بعد.
يُزعم أيضًا أن كوداك تبرع بمبلغ 50,000 دولار لغيكيوم، ابن مغني الراب الراحل والمتعاون إكس إكس إكس تنتاسيون. كان كوداك وإكس إكس إكس تنتاسيون أصدقاء حتى مقتله في عام 2018.

## قضايا قانونية

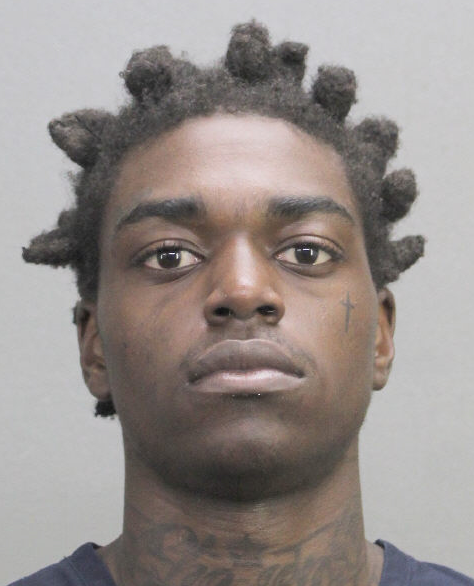
كوداك بلاك عندما تم تصويره من قبل القسم في مايو 2016

في 11 مارس 2020، أقر كوداك بلاك بأنه مذنب في قضية حيازة أسلحة نارية تم اتهامه بها بعد احتجازه على الحدود الكندية الأمريكية مع غلوك. مع تحديد النطق بالحكم في 24 مارس، تنظر المحكمة في السجن لمدة تتراوح بين عامين و 7 سنوات، والتي ستعمل بالتزامن مع الحكم الصادر عليه بالسجن 46 شهرًا بسبب الكذب على الأوراق الفيدرالية.
اعتبارًا من يونيو 2020، يقضي كوداك بلاك عقوبته الفيدرالية في سجن الولايات المتحدة، بيج ساندي، وهو سجن شديد الحراسة في إينيز، كنتاكي. في أكتوبر 2020، تم نقل كوداك بلاك إلى سجن الولايات المتحدة، تومسون.
في 19 يناير 2021، خفف الرئيس دونالد ترامب عقوبة كوداك بلاك لإدانته لعام 2020. لا يزال كوداك بلاك يواجه اتهامات بالاعتداء الجنسي الإجرامي في فلورنسا، ساوث كارولينا، والتي يتطلع المدعون العامون إلى ملاحقتها «بقوة».

## ديسكغرفيا

### ألبومات الاستوديو
- بينتينغ بيكتشر (2017)
- داينغ تو لِف (2018)
- بيل إسرائيل (2020)
- باك فور إيفريثينغ (2022)

## جولات

### عنوان
- جولة داينغ تو لِف (2019)[32]

## روابط خارجية
- الموقع الرسمي
- كوداك بلاك على موقع IMDb (الإنجليزية)
- كوداك بلاك على موقع ميوزك برينز (الإنجليزية)
- كوداك بلاك على موقع أول ميوزيك (الإنجليزية)
- كوداك بلاك على موقع ديسكوغز (الإنجليزية)